# Leština (hrad)
Leština je zaniklý hrad, který stával na výběžku Kamenné hory v Českém středohoří jihozápadně od Leštiny u Malého Března.

## Historie
O hradu se nedochovaly žádné písemné prameny. Založit jej mohl ve čtrnáctém století správce litoměřického proboštství k ochraně církevního majetku, nebo některý člen rodu Vartenberků. Podle archeologických  nálezů byl hrad osídlen od osmdesátých let čtrnáctého století do dvacátých let patnáctého století. V roce 1437 území, na kterém hrad stával, patřilo k býčkovickému panství. Roku 1454 panství vlastnil Jan z Vartenberka na Děčíně, který je postoupil králi Ladislavovi.

## Stavební podoba

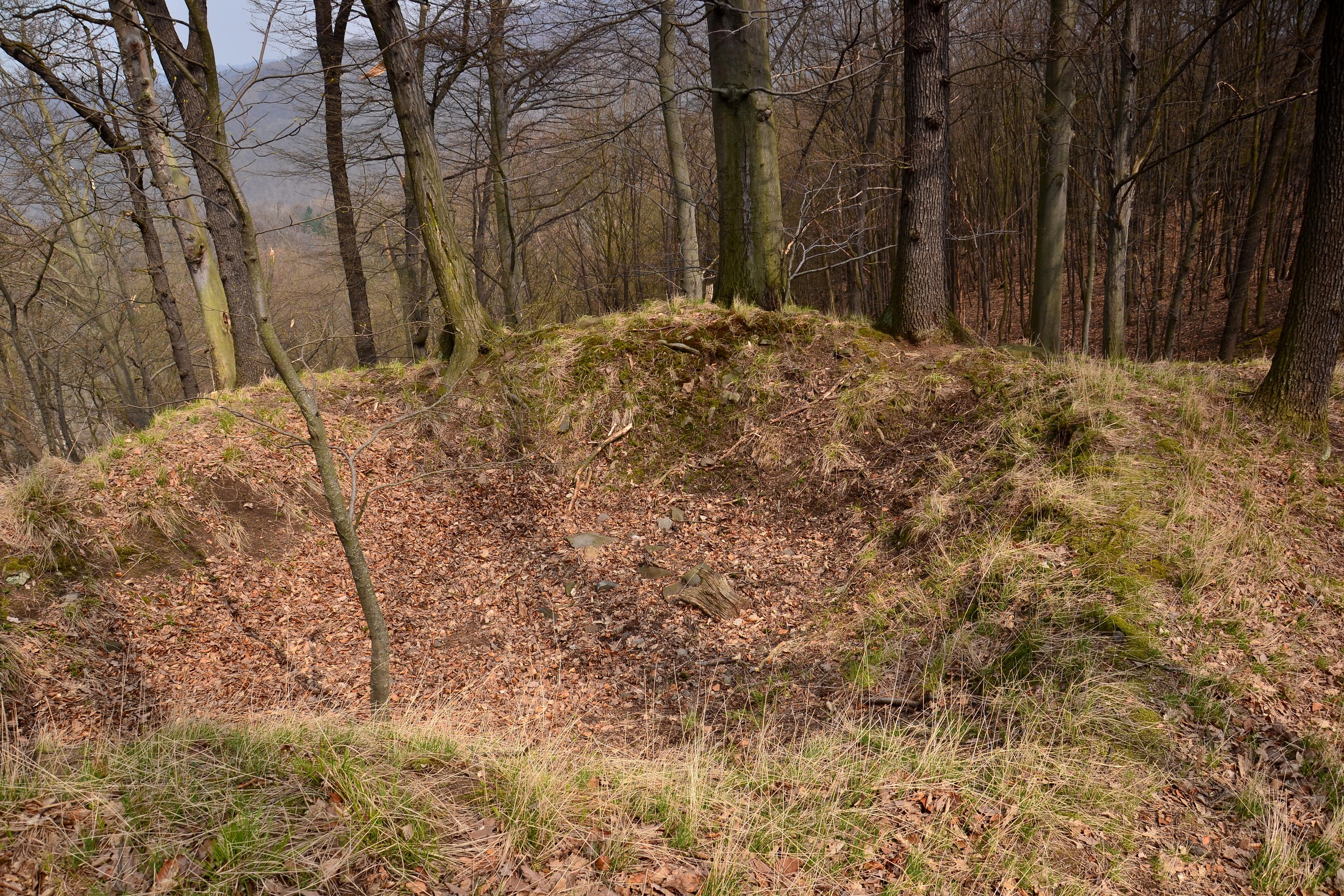
Prohlubeň v nižší úrovni hradního jádra

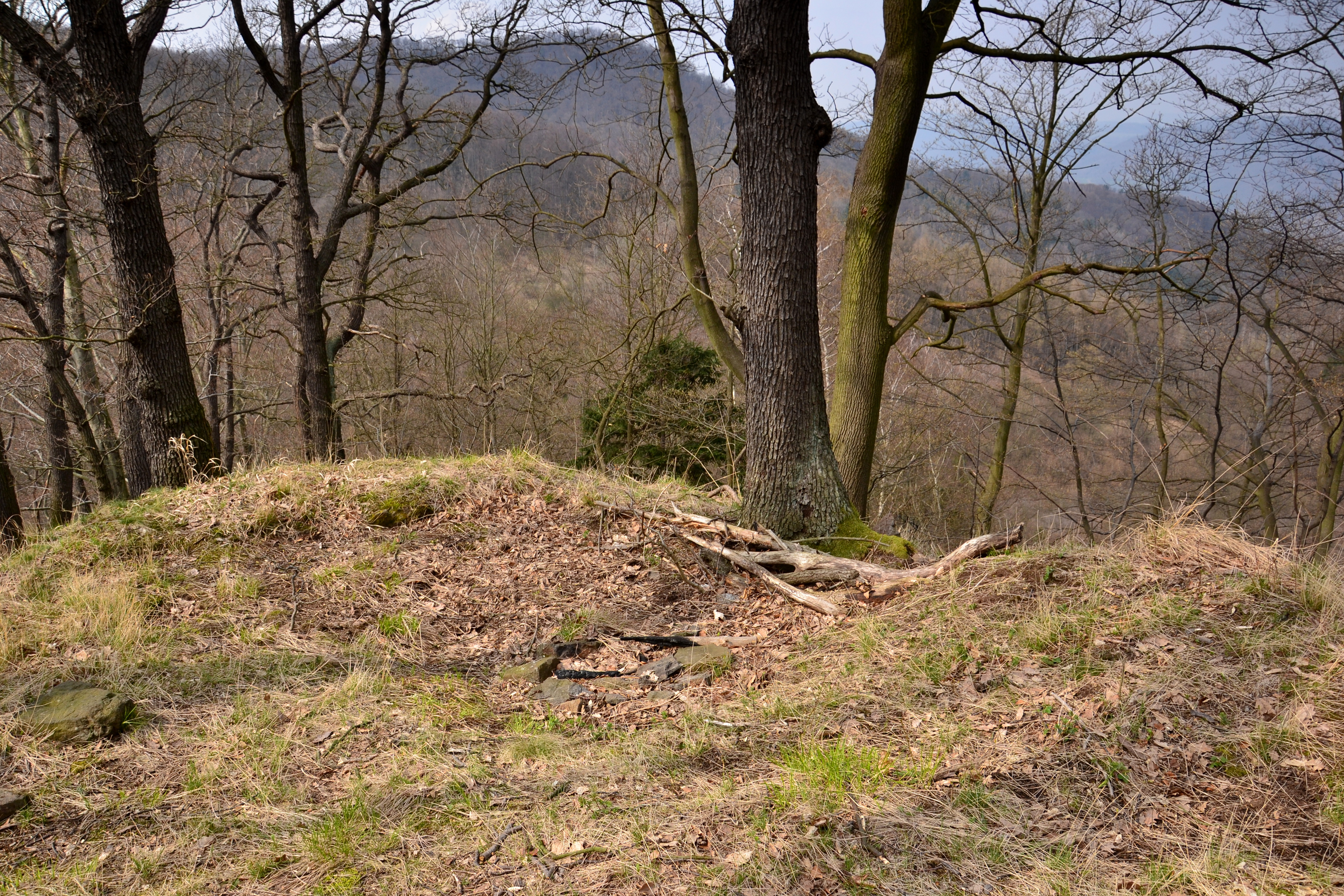
Prohlubeň ve vyšší úrovni hradního jádra

Malé hradní jádro se nachází v závěru ostrožny chráněné ze tří stran strmými svahy. Přístup z jižní strany bránil šíjový příkop, který podle starších popisů na vnější straně lemovala kamenná zídka. V přední části jádra je patrná rozměrná čtverhranná prohlubeň, která je pozůstatkem stavby. Prohlubeň po menší stavbě se dochovala také na vyvýšené zadní části jádra. Zemní útvar před vlastním hradem, považovaný Augustem Sedláčkem za předsunutou baštu, byl pravděpodobně součástí hradního areálu.

## Přístup
Pozůstatky hradu jsou volně přístupné, ale nevede k nim žádná turisticky značená trasa. Okolo vede lesní cesta z Leštiny.